# Fjodor Osipovič Šechtěl
Fjodor Osipovič Šechtěl (rusky Фёдор Осипович Шехтель; 7. srpna 1859, Petrohrad – 7. července 1926, Moskva) byl ruský architekt, grafik, malíř a scénograf. Byl vůdčí osobností ruské secese a racionalistické moderny. Navrhl např. tiskárnu S. P. Rjabušinského a Jaroslavské nádraží v Moskvě.

### Externí odkazy

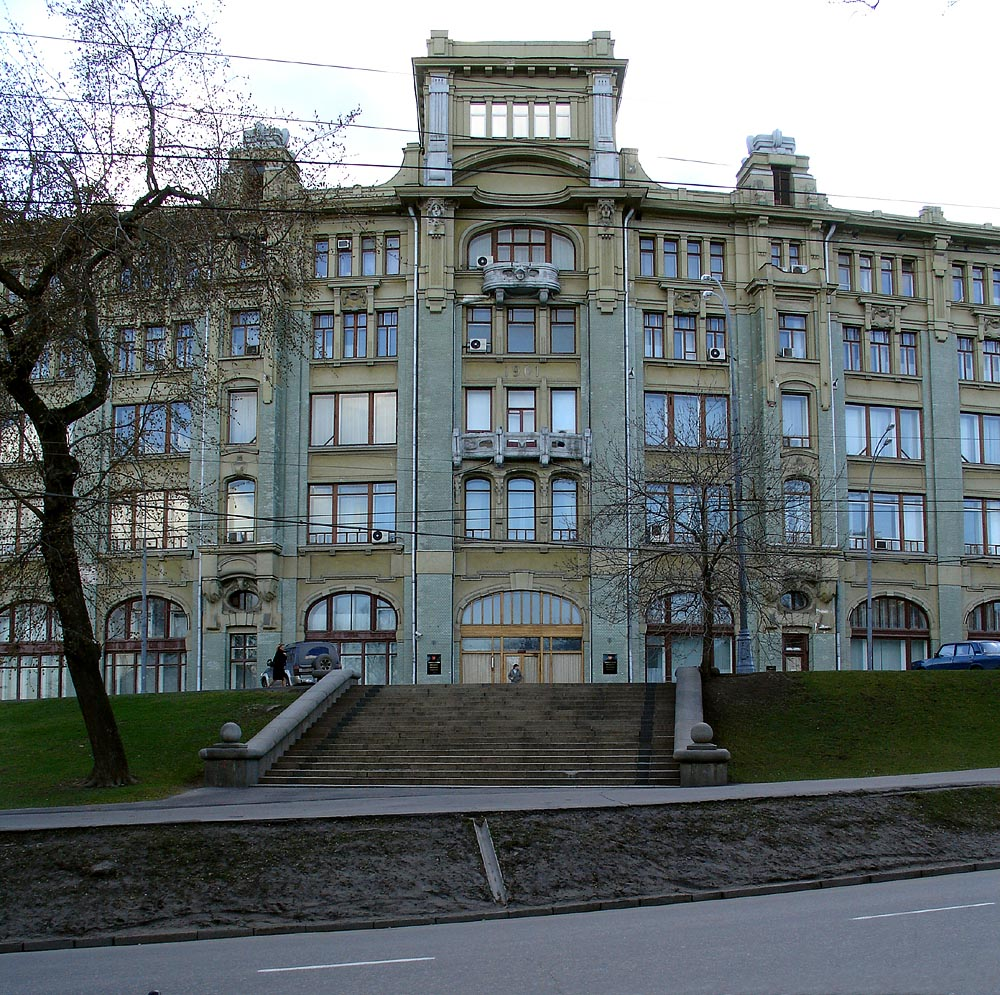
Jedna z moskevských budov («Боярский двор», 1901) F. O. Šechtěla